# Judith Thijssen
Judith Thijssen (10 februari 1975) is een Nederlands voormalig voetballer en huidig voetbaltrainer.
Thijssen speelde voor Sportclub N.E.C. en DVC Den Dungen. Met Den Dungen won ze meerdere landstitels en de bekers. Ze speelde enkele wedstrijden voor het Nederlands vrouwenvoetbalelftal.
Als trainer was Thijssen actief bij de jeugd van Sportclub N.E.C. en bij het KNVB-district Oost (jeugd, meisjes). In het seizoen 2016/17 was ze trainer van Achilles '29 dat debuteert in de Eredivisie en is ook verantwoordelijk voor de technische invulling van het vrouwenvoetbal bij de club. Vanaf het seizoen 2017/18 is Thijssen assistent-trainer bij VV Alverna.